# Mabana (Washington)
Mabana az Amerikai Egyesült Államok északnyugati részén, Washington állam Island megyéjében elhelyezkedő önkormányzat nélküli település.
Mabana postahivatala 1912 és 1936 között működött. A település névadója Mabel Anderson, az egyik telepes gyermeke.

## Fordítás
- Ez a szócikk részben vagy egészben  a   Mabana, Washington című angol Wikipédia-szócikk ezen változatának fordításán alapul.  Az eredeti cikk szerkesztőit annak laptörténete sorolja fel. Ez a jelzés csupán a megfogalmazás eredetét és a szerzői jogokat jelzi, nem szolgál a cikkben szereplő információk forrásmegjelöléseként.